# منتخب أفغانستان تحت 20 سنة لكرة القدم
منتخب أفغانستان تحت 20 سنة لكرة القدم هو ممثل أفغانستان الرسمي في المنافسات الدولية في كرة القدم في فئة كرة قدم تحت 20 سنة للرجال
، يديريه اتحاد أفغانستان لكرة القدم.